# Uovo nécessaire
L'Uovo nécessaire è uno delle uova imperiali Fabergé, un uovo di Pasqua gioiello che il penultimo Zar di Russia, Alessandro III donò a sua moglie, la Zarina Marija Fëdorovna nel 1889.
Fu fabbricato a San Pietroburgo sotto la supervisione del gioielliere russo Peter Carl Fabergé della Maison Fabergé.
È uno delle otto uova imperiali Fabergé andate perdute.

## Descrizione
Poiché non si conoscono immagini dell'Uovo nécessaire o di uno qualsiasi degli oggetti al suo interno, alcune brevi descrizioni sono tutto ciò di cui disponiamo per ricostruire la struttura dell'uovo e la natura della sorpresa:
- fattura inviata da Fabergé allo Zar: "Uovo nécessaire, stile Luigi XV, 1900 rubli, San Pietroburgo 4 maggio 1889",
- inventario dei beni nel Palazzo di Gatčina del 1891 circa: "Uovo decorato con pietre, contenente articoli da toilette per signora, 13 pezzi",
- inventario del 1917 di tesori imperiali confiscati dal governo provvisorio: "Uovo nécessaire d'oro, decorato con pietre preziose",
- inventario dei beni trasferiti nel 1922 al Sovnarkom: "1 Uovo nécessaire d'oro con diamanti, rubini, smeraldi ed uno zaffiro".[3]

Quest'uovo è stato progettato come un astuccio contenente oggetti da toilette femminili: probabilmente una serie di 13 attrezzi per manicure da donna tempestati di diamanti, che ne costituiscono la sorpresa.

## Storia
Dopo che, il 9 aprile 1889 Alessandro III donò l'uovo a sua moglie, Marija Fëdorovna, fu custodito presso la reggia di Gatčina e fu portato almeno una volta a Mosca, come dimostrato da una fattura per il viaggio che descrive l'uovo.
Dopo la rivoluzione del 1917 l'Uovo nécessaire fu sequestrato insieme al resto delle uova imperiali Fabergé, e inviato al Palazzo dell'Armeria del Cremlino.
Durante la prima parte del 1922 l'uovo è stato trasferito al Sovnarkom, dopo di che se ne sono perse le tracce.
La descrizione di un oggetto che potrebbe essere l'Uovo nécessaire compare nel catalogo di una mostra di opere di Fabergé che nel novembre 1949 si tenne da Wartski, in Regent Street a Londra:
In una foto dell'epoca appare forse una piccola immagine sfocata di quest'oggetto, che potrebbe essere stato venduto nel 1952 ad un acquirente rimasto anonimo per 1.200 sterline.